# Olumide Popoola

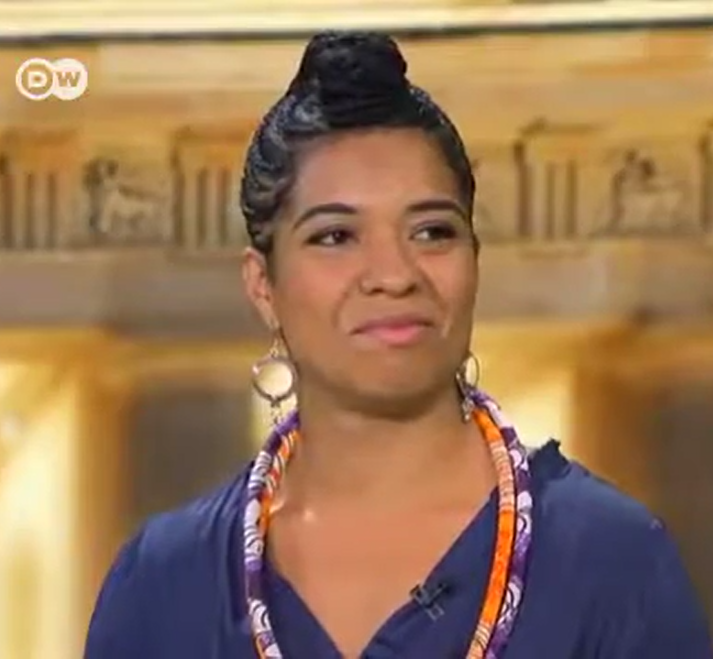
Olumide Popoola

Olúmìdé Pópóọlá (* 1975) ist eine nigerianisch-deutsche Schriftstellerin, Performancekünstlerin und Dozentin mit Fokus auf hybriden Literaturformen und -sprachen. Sie lebt in London und schreibt auf Englisch.

## Leben
Olumide Popoola wuchs als Tochter einer deutschen Mutter und eines nigerianischen Vaters in Deutschland und Nigeria auf. 1994 trat sie erstmals als Spoken-Word-Künstlerin in Erscheinung. 1999 gab sie mit Beldan Sezen die Anthologie Talking Home – Heimat aus unser eigenen Feder heraus. 2002 zog Popoola nach London. An der University of East London studierte sie Creative Writing und erlangte 2009 einen Master of Arts. Zudem machte sie einen Bachelor of Science in Ayurvedischer Medizin.
2010 debütierte Popoola mit der Novelle this is not about sadness, 2013 folgte der kurze Theatertext Also by Mail. 2014 erschienen neun ihrer Gedichte in der Anthologie Arriving in the Future: Stories of Home and Exile.
2015 schloss Popoola an der University of East London ihren Ph.D. in Creative Writing ab. Sie unterrichtete Kreatives Schreiben u. a. am Goldsmiths, University of London. Zudem arbeitete sie im Jugendprogramm eines Londoner Gemeindezentrums, was ein Ausgangspunkt ihres Romans When we Speak of Nothing (2017) wurde. 2018 kuratierte sie das Literaturfestivals Writing in Migration. African Book Festival Berlin.
2019 wurde Popoola in die Anthologie New Daughters of Africa von Margaret Busby aufgenommen.

## Auszeichnungen
- 2004 May Ayim Award für Schwarze Literatur in Deutschland (Kategorie: Lyrik)[1]

## Werke
- this is not about sadness (Novelle), Unrast Verlag, Münster 2010, ISBN 978-3-89771-602-5.
- Also by Mail (Theaterstück), edition assemblage, Münster 2013, ISBN 978-3-942885-38-6.
- traveling; the trouble with violence; lineage; when over; of matters; on war; delta oils; current affairs: urgencies und fleeting (Gedichte) in: Asoka Esuruoso und Philipp Khabo Koepsell (Hrsg.): Arriving in the Future: Stories of Home and Exile, epubli, Berlin 2014, ISBN 978-3-8442-9210-7 (S. 58–71).
- Breach (Kurzgeschichten) mit Annie Holmes, Peirene Press, London 2016, ISBN 978-1-908670-32-8.
- When we Speak of Nothing (Roman), Cassava Republic Press, Abuja und London 2017, ISBN 978-1-911115-45-8.
- Like Water Like Sea (Roman), Cassava Republic Press, Abuja und London 2024, ISBN 978-1-913175-62-7.